# Хайно, Кейдзи
Кейдзи Хайно (灰野 敬二 Хайно Кейдзи, 3 мая 1952 года, Тиба, Япония) — японский музыкант, одна из виднейших фигур на экспериментальной рок-сцене Японии.

## Биография
Хайно Кейдзи родился 3 мая 1952 года в префектуре Тиба. Первоначально главным объектом его художественных интересов был авангардный театр, но под влиянием таких западных рок-исполнителей, как The Doors, он обратился к музыке и собрал импровизационную группу Lost Aaraaf. Покинув Lost Aaraaf в середине 1970-x, он сотрудничал с известным японским прогрессив-рок-музыкантом Magical Power Mako, а в 1978 году организовал новую группу — Fushitsusha. Основу репертуара Fushitsusha составляли продолжительные психоделические импровизации в духе Les Rallizes Dénudés и немецкого краутрока. Группа существовала с 1978 по 2000 год, однако, как и Les Rallizes Dénudés, Fushitsusha долго не выпускали официальных альбомов: их первая пластинка — концертник Live I — появилась в 1989 году, а дебютный студийный альбом — Allegorical Misunderstanding — вышел в 1993 году на лейбле Джона Зорна Avant.
Параллельно с Fushitsusha, в 1981 году Кейдзи выпустил свой дебютный сольный альбом わたしだけ？ (Watashi dake?). В 1998 году он собрал Aihiyo — кавер-группу, исполнявшую классические поп- и рок-песни в экспериментальном гаражно-психоделическом стиле. Среди других его групп — Vajra, Knead, Sanhedolin, Nijimu. Он сотрудничал с такими музыкантами, как Faust, Boris, Дерек Бейли, Чарльз Гейл, Билл Ласвелл, Стивен О’Мелли, Merzbow, Джим О’Рурк, Ямантака Ай, Лорен Маццакане Коннорс, Фред Фрит и другие.
В числе исполнителей, сильнее всего повлиявших на его становление как музыканта, Кейдзи называет Янниса Ксенакиса, Blue Cheer, Сида Барретта и Чарли Паркера.

## Дискография

### Сольные альбомы
- Watashi dake? = わたしだけ? (1981)
- Nijiumu = 滲有無 (1990)
- Itsukushimi = 慈 (1992)
- Beginning and End, Interwoven (1994)
- I Said, This Is the Son of Nihilism (1994)
- Tenshi No Gijinka (1995)
- The 21st Century Hard-y-Guide-y Man (1995)
- So, Black Is Myself (1997)
- Keeping on Breathing (1997)
- The 21st Century Hard-y-Guide-y Man (Even Now, Still I Think) (1998)
- Abandon All Words at a Stroke, So That Prayer Can Come Spilling Out (2001)
- To Start With, Let's Remove the Colour!! (2002)
- Light Darkness Melting Into One This Vibration (2003)
- Black Blues (Violent Version) (2004)
- Next, Let's Try Changing The Shape (2004)
- Black Blues (Soft Version) (2004)
- Uchu Ni Karami Tsuiteiru Waga Itami (2005)
- Global Ancient Atmosphere (2005)
- やらないが　できないことに　なってゆく = Yaranaiga Dekinaikotoni Natteyuku (2006)
- The 21st Century Hard-y-Guide-y Man: こいつから失せたいためのはかりごと (2008)
- Un autre chemin vers l'Ultime (2011)
- 子音が錆びちゃってる　もう少し子音にあくびをさせてあげよう (2020)
- Who Knew That So Many Blues Should Reside Here Too... (2020)
- My Lord Music, I Most Humbly Beg Your Indulgence In The Hope That You Will Do Me The Honour Of Permitting This Seed Called Keiji Haino To Be Planted Within You (2022)

Выше представлены только сольные альбомы исполнителя, однако Кейдзи Хайно записал большое количество совместных альбомов с такими музыкантами, как Джим О’Рурк, Петер Брецманн, Джон Бутчер, Yoshida Tatsuya, Konstrukt, Merzbow, SUMAC, Boris и др. Помимо этого, Кейдзи Хайно также был участником групп Fushitsusha, Lost Aaraaf, Vajra, Aihiyo, Nijimu, Knead и т.д. Дискографии этих групп ищите отдельно. 